# Compressidens comprimatum
Compressidens comprimatum är en blötdjursart som beskrevs av Plate 1908. Compressidens comprimatum ingår i släktet Compressidens, ordningen Gadilida, klassen tandsnäckor, fylumet blötdjur och riket djur. Inga underarter finns listade i Catalogue of Life.